# Episodi de Le avventure di Rin Tin Tin (quinta stagione)
La quinta stagione della serie televisiva Le avventure di Rin Tin Tin è stata trasmessa in anteprima negli Stati Uniti d'America dalla ABC tra il 19 settembre 1958 e l'8 maggio 1959.
| nº | Titolo originale         | Titolo italiano        | Prima TV USA      | Prima TV Italia |
| -- | ------------------------ | ---------------------- | ----------------- | --------------- |
| 1  | The General's Daughter   | La figlia del Generale | 19 settembre 1958 |                 |
| 2  | Escape to Danger         |                        | 26 settembre 1958 |                 |
| 3  | Decision of Rin Tin Tin  |                        | 3 ottobre 1958    |                 |
| 4  | The Foot Soldier         |                        | 18 ottobre 1958   |                 |
| 5  | Rusty's Opportunity      |                        | 17 ottobre 1958   |                 |
| 6  | Running Horse            |                        | 24 ottobre 1958   |                 |
| 7  | The Cloudbusters         |                        | 31 ottobre 1958   |                 |
| 8  | Deadman's Valley         |                        | 7 novembre 1958   |                 |
| 9  | Grandpappy's Love Affair |                        | 14 novembre 1958  |                 |
| 10 | The Epidemic             |                        | 21 novembre 1958  |                 |
| 11 | The Best Policy          |                        | 5 dicembre 1958   |                 |
| 12 | Miracle of the Mission   |                        | 12 dicembre 1958  |                 |
| 13 | Star of India            |                        | 2 gennaio 1959    |                 |
| 14 | The Misfit Marshal       |                        | 9 gennaio 1959    |                 |
| 15 | Ol' Betsy                |                        | 16 gennaio 1959   |                 |
| 16 | Stagecoach to Phoenix    |                        | 23 gennaio 1959   |                 |
| 17 | Major Mockingbird        |                        | 30 gennaio 1959   |                 |
| 18 | The Matador              |                        | 6 febbraio 1959   |                 |
| 19 | The Accusation           |                        | 13 febbraio 1959  |                 |
| 20 | Royal Recruit            |                        | 20 febbraio 1959  |                 |
| 21 | The Devil Rides Point    |                        | 27 febbraio 1959  |                 |
| 22 | Pillajohn's Progress     |                        | 6 marzo 1959      |                 |
| 23 | The Ming Vase            |                        | 13 marzo 1959     |                 |
| 24 | Apache Stampede          |                        | 20 marzo 1959     |                 |
| 25 | The Luck of O'Hara       |                        | 3 aprile 1959     |                 |
| 26 | The Failure              |                        | 8 maggio 1959     |                 |